# 杜立德 (電影)
是一部於2020年上映的美國奇幻冒險片，由史蒂芬·加漢執導，電影改編自休·洛夫廷的著名奇幻小說《杜立德醫生》。由小勞勃·道尼、安東尼奧·班德拉斯和米高·辛主演，艾瑪·湯普遜、雷米·馬利克、約翰·希南、庫梅爾·南賈尼、奧塔薇亞·史班森、湯姆·賀倫、克雷格·羅賓森、雷夫·范恩斯、席琳娜·戈梅茲和瑪莉詠·柯蒂亞擔任配音員。
《杜立德》於2020年1月17日在美國上映，並由環球影業發行。

## 演員
- 小勞勃·道尼 飾 杜立德醫生[5]
- 哈利·科萊特（英语：Harry Collett） 飾 湯米·斯塔賓斯
- 安東尼奧·班德拉斯 飾
- 米高·辛 飾
- 吉姆·布洛班特 飾
- 傑西·伯克利 飾 維多利亞女王[6]
- 拉爾夫·尹愛森 飾 阿納·斯塔賓斯
- 凱西亞·絲穆妮亞柯（英语：Kasia Smutniak） 飾 莉莉·杜立德
- 卡蜜兒·蘭妮雅朵（英语：Carmel Laniado） 飾 羅斯小姐

## 配音
| 美國                | 台灣   | 角色                             |
| ------------------- | ------ | -------------------------------- |
| 小勞勃·道尼         | 康殿宏 | 杜立德醫生                       |
| 哈利·科萊特         |        | 湯米·斯塔賓斯（Tommy Stubbins）  |
| 安東尼奧·班德拉斯   | 李英立 | Rassouli                         |
| 米高·辛             | 李世揚 | Mudflys                          |
| 吉姆·布洛班特       | 孫中台 | Lord Thomas Badgleys             |
| 傑西·伯克利         | 錢欣郁 | 維多利亞女王                     |
| 拉爾夫·尹愛森       | 李英立 | 阿納·斯塔賓斯（Arnall Stubbins） |
| 凱西亞·絲穆妮亞柯   | 陶敏嫻 | 莉莉·杜立德（Lily Dolittle）     |
| 卡蜜兒·蘭妮雅朵     | 穆宣名 | 羅斯小姐（Lady Rose）            |
| 約翰·希南           | 陳彥鈞 | 尤西（Yoshi）（北極熊）               |
| 瑪莉詠·柯蒂亞       | 傅其慧 | 圖圖（Tutu）（狐狸）                 |
| 卡門·愛喬格         |        | （獅子）                         |
| 雷夫·范恩斯         | 曹冀魯 | 貝瑞（Barry）（老虎）                 |
| 席琳娜·戈梅茲       | 錢欣郁 | 貝西（Betsy）（長頸鹿）               |
| 汤姆·赫兰德         | 馬伯強 | （）（狗狗）                     |
| 雷米·馬利克         | 孟慶府 | （）（猩猩）                     |
| 庫梅爾·南賈尼       | 傅品晟 | 皮頓（Plimpton）（鴕鳥）                 |
| 克雷格·羅賓森       | 康秋樂 | 凱文（Fleming）（松鼠）                 |
| 奧塔薇亞·史班森     | 陶敏嫻 | 黛黛（Dab-Dab）（鴨）                   |
| 艾瑪·湯普遜         | 杜素真 | 波妮（Polynesia）（鸚鵡）                 |
| 法蘭西斯·狄·拉·托爾 | 崔幗夫 | （）（噴火龍）                   |

## 製作
2017年3月20日，宣佈小勞勃·道尼將出演一部改編自《怪醫杜立德的旅程》的電影。2017年12月，哈利·科萊特（Harry Collett）和吉姆·布洛班特加盟劇組。2018年2月，安東尼奧·班德拉斯和米高·辛加盟並飾演真人角色，而湯姆·賀倫、艾瑪·湯普遜、雷夫·范恩斯和席琳娜·戈梅茲則為電影中的動物配音。2018年3月，庫梅爾·南賈尼、奧塔薇亞·史班森、約翰·希南、雷米·馬利克、克雷格·羅賓森、瑪莉詠·柯蒂亞、法蘭西斯·狄·拉·托爾和卡門·愛喬格加盟配音陣容。2019年4月，據報導由於試映反應不佳，使該片進行了為期21天的補拍。導演強納森·李伯斯曼將協助史蒂芬·加漢進行補拍工作，而克里斯·麥凱將提供新的撰寫素材。2019年8月，片名由《The Voyage of Doctor Dolittle》簡化為《Dolittle》。

### 拍攝
主體攝影於2018年2月中開始。2018年5月，在坎布里亞柯比朗斯代爾拍攝真人場景，並於6月在溫莎大公園和梅奈吊橋進行拍攝。

## 發行
《杜立德》原定於2019年5月24日在美國上映，其後因避開當時的同期強檔《STAR WARS：天行者的崛起》而提前至2019年4月12日上映。2018年10月，電影延至2020年1月17日在美國上映。
| 上一届： | 2020年中国内地一周票房冠军 第29週 - 第30週 | 下一届： 《星际穿越》 |

### 評價
本片得到了兩極化的評價。爛番茄根據242條評論，持有15%的新鮮度，平均得分4／10，觀眾投票獲得76%的分數，平均得分為4／5。在Metacritic上，電影獲得26分。

## 外部連結
- 互联网电影数据库（IMDb）上《杜立德》的资料（英文）
- Box Office Mojo上《杜立德》的資料（英文）
- 爛番茄上《杜立德》的資料（英文）
- AllMovie上《杜立德》的资料（英文）
- Metacritic上《杜立德》的資料（英文）
- 開眼電影網上《杜立德》的資料（繁體中文）
- Yahoo奇摩電影上《杜立德》的資料（繁體中文）
- 雅虎香港電影上《杜立德》的資料（繁體中文）
- 豆瓣电影上《杜立德》的資料 （简体中文）
- 时光网上《杜立德》的資料（简体中文）